# Oleksandr Mykolaiovych Romaniuk
Oleksandr Romanyuk (tiếng Ukraina: Олександр Миколайович Романюк; sinh ngày 25 tháng 10 năm 1976) là một doanh nhân người Ukraina. Ông từng giữ chức tổng giám đốc công ty cổ phần UkrGasVydobuvannya cho đến tháng 1 năm 2023. Tháng 6 năm 2015, Oleksandr Mykolaiovych Romaniuk được bổ nhiệm làm Phó chủ tịch hội đồng quản trị thứ nhất của công ty cổ phần UkrGasVydobuvannya. Từ tháng 5 năm 2020, ông giữ chức vụ giám đốc bộ phận Thăm dò và sản xuất của NJSC Naftogaz Ukraina. Từ tháng 5 năm 2022, ông giữ chức quyền tổng giám đốc công ty cổ phần UkrGasVydobuvannya. Ông có hơn 20 năm kinh nghiệm trong việc cải cách và quản lý báo cáo kế toán của các công ty tư nhân và đại chúng.

## Tiểu sử
Năm 2000, ông tốt nghiệp Đại học Kinh tế Quốc gia Kyiv Vadym Hetman với bằng cử nhân Quan hệ Kinh tế Quốc tế, bằng thạc sĩ Đầu tư quốc tế, và bằng cử nhân Luật kinh tế. Năm 2002, ông hoàn thành nghiên cứu sau đại học tại Viện Kinh tế Thế giới và Quan hệ Quốc tế tại Viện Hàn lâm Khoa học Quốc gia Ukraina. Năm 2003, ông hoàn thành chương trình Mini MBA tại Viện McKinsey, Connecticut, Hoa Kỳ. Ông là thành thành viên của Hiệp Hội Kế toán Công Chứng (ACCA), Vương quốc Liên hiệp Anh. Ông thông thạo tiếng Ukraina, tiếng Anh và tiếng Nga.
Từ năm 1997 đến năm 2000, ông là chuyên gia tư vấn cấp cao của bộ phận tư vấn quản lý thuộc chi nhánh của công ty tư vấn và kiểm toán quốc tế Coopers & Lybrand / PricewaterhouseCoopers (PwC) tại Ukraina. Tiếp đó, từ năm 2001 đến năm 2005, ông là chuyên gia tư vấn cấp cao, giám đốc dự án của công ty tư vấn quốc tế McKinsey & Company; từ năm 2005 đến năm 2009, ông là giám đốc dự án đầu tư mua lại tài sản công nghiệp, mỏ khoáng sản và phát triển bất động sản. Trong giai đoạn 2009-2010, ông là cố vấn cho tổng giám đốc của Cơ quan Vũ trụ Nhà nước Ukraina. Trong giai đoạn 2011–2015, ông là cố vấn cho Giám đốc điều hành của EastOne Group về phát triển tài nguyên thiên nhiên và các dự án bất động sản.
Từ tháng 6 năm 2015, Oleksandr Mykolaiovych Romaniuk được bổ nhiệm làm phó Chủ tịch Hội đồng quản trị thứ nhất – Giám đốc điều hành của công ty cổ phần UkrGasVydobuvannya. Vào ngày 26-28 tháng 2 năm 2019, trong khuôn khổ Diễn đàn Năng lượng Ukraina, ông đã có bài phát biểu về hoạt động của UkrGasVydobuvannya tại các mỏ hiện đang khai thác.
Từ tháng 5 năm 2020, ông giữ chức trưởng phòng Thăm dò và Sản xuất của NJSC Naftogaz Ukraina, nhiệm vụ chính là phát triển cơ sở nguồn tài nguyên hydrocarbon và đạt được sự độc lập về năng lượng của Ukraina. Trong khuôn khổ Diễn đàn Năng lượng Ukraina từ ngày 14-16 tháng 7 năm 2021, ông đã đưa ra thông báo rằng Naftogaz đã bắt đầu thực hiện việc nghiên cứu địa hình đáy biển Đen.
Tháng 5 năm 2022, ông được bổ nhiệm làm quyền tổng giám đốc của công ty cổ phần UkrGasVydobuvannya. Ông rời công ty vào tháng 1 năm 2023. Trong giai đoạn này, do hoạt động với công suất tối đa, UkrGasVydobuvannya chỉ ghi nhận tỷ lệ giảm sản lượng ở mức 3%, – một trong những tỷ lệ giảm thấp nhất trong ngành, đạt được sản lượng 12.5 tỉ mét khối khí đốt năm 2022
Tháng 3 năm 2023, trong cuộc phỏng vấn với ấn phẩm Liga.Business, ông đã tuyên bố rằng UkrGasVydobuvannya đang bí mật khai thác khí đốt trong các vùng lãnh thổ bị chiếm đóng.
Trong một cuộc phỏng vấn với ấn phẩm Nafta i haz Ukrainy vào tháng 9 năm 2023, ông nói rằng tiềm năng của các mỏ khí đốt ở những khu vực mà UkrGasVydobuvannya được cấp phép khai thác là 200 tỷ mét khối khí đốt tự nhiên. Theo ông, đây là khu vực hứa hẹn đưa đến sự tăng trưởng cho sản lượng khí đốt ở Ukraina.
Tháng 9 năm 2023, ông đã thành lập Ukrainian Energy LLC, và giữ chức giám đốc điều hành công ty. Tại công ty mới, ông tập trung vào các hoạt động về kỹ thuật, địa chất và trắc địa, cung cấp dịch vụ tư vấn kỹ thuật trong các lĩnh vực khí đốt.

## Giải thưởng
Ngày 7 tháng 6 năm 2018, Thượng phụ Filaret của Tòa Thượng phụ Kyiv, Giáo hội Chính thống giáo Ukraina đã trao tặng ông Huân chương Thánh Nicôla nhằm tôn vinh những cống hiến của ông vì lợi ích của nhà nước Ukraina.